# Мултанское дело
Мулта́нское де́ло — судебный процесс конца XIX века над группой крестьян-удмуртов (в те времена их называли «вотяками») из села Старый Мултан Малмыжского уезда Вятской губернии (современное село Короленко Кизнерского района Удмуртской Республики). 10 жителей этого села обвинялись в ритуальном убийстве — человеческом жертвоприношении языческим богам — и в итоге в 1896 году были оправданы. Характерный пример кровавого навета.

## Обстоятельства дела
5 мая 1892 года 12-летняя Марфа Головизнина, проживавшая в деревне Анык, отправилась к своей бабушке в соседнюю деревню Чулья. Между этими населёнными пунктами существовали две дороги: одна — широкая, в обход леса, по которой можно было проехать на повозке, вторая — узкая тропа по заболоченной низине через лес. Девочка отправилась прямиком. В 400 метрах от окраины своей деревни она обнаружила человеческое тело, лежавшее ничком поперёк тропы. Лежавший был одет в мужскую одежду. Судя по одежде, это был мужчина, но лица лежавшего Головизнина не видела, поскольку на его голову была наброшена пола кафтана. Девочка решила, что мужчина напился, и ушла. На следующий день, 6 мая, возвращаясь домой, она увидела, что тело на месте. Лишь тогда она увидела, что у тела нет головы. Девочка побежала домой и всё рассказала. Полицию вызвал её отец.
Следователи установили, что убитым являлся крестьянин Казанской губернии Конон Дмитриевич Матюнин. Позже выяснилось, что русские крестьяне из деревни Чулья (по другим данным — уроженцы деревни Анык), находясь в конфликте с удмуртами соседнего села Старый Мултан и стараясь избежать судебного преследования (тело К. Матюнина было обнаружено на землях чульинского общества), дав взятку приставу, перенесли убитого на мултанскую землю и обвинили своих соседей в человеческом жертвоприношении.

## Обвинение
По подозрению в убийстве Матюнина была арестована группа удмуртов. Их обвинили в ритуальном жертвоприношении. Согласно версии обвинения, они убили нищего Конона Матюнина, которого «напоили, подвесили пьяного и добыли из него внутренности и кровь для общей жертвы в тайном месте и, может быть, для принятия этой крови внутрь». Следствие под руководством прокурора Сарапульского окружного суда Н. И. Раевского, длившееся 29 месяцев, стремилось во что бы то ни стало собрать свидетельства о якобы ритуальном жертвоприношении.
Суд с участием присяжных заседателей, состоявшийся в декабре 1894 года в Малмыже, оправдал троих, признав виновными в ритуальном убийстве и осудив на каторгу 7 человек.

## Оправдание
Защитник мултанцев адвокат М. И. Дрягин на приговор суда подал в Правительствующий сенат кассационную жалобу. Обнаружено множество нарушений в ходе следствия и суда. Приговор отменён, предписано повторное разбирательство. 29 сентября — 1 октября 1895 в г. Елабуга состоялся 2-й суд. Второе судебное разбирательство, также с участием присяжных заседателей, подтвердило виновность обвиняемых. Из 7 подсудимых четверо были приговорены к 10 годам каторги, двое — к 8 годам каторжных работ и один (Андрей Григорьев, 80 летний старик) приговорён к ссылке в Сибирь.
По жалобе Дрягина Сенат 22 декабря 1895 года вторично отменил решение суда и поручил 3-е разбирательство Казанскому окружному суду. Также Сенат объявил замечания членам суда, участвовавшим в 1-м и 2-м заседаниях по делу. Есть мнение, что выбором маленького уездного города Казанской губернии Мамадыша в качестве места 3-го заседания по делу Казанская Судебная палата хотела минимизировать влияние прессы на судебный процесс. 28 мая — 4 июня 1896 состоялся 3-й суд по делу. Ходатайства защиты о привлечении независимых экспертов-этнографов и о вызове свидетелей были отклонены, в то же время со стороны обвинения были допущены свидетели и эксперты, рассказывавшие о том, что они когда-то слышали о Мултанском деле. Тем не менее, дело получило широкий общественный резонанс, благодаря чему на третьем разбирательстве обвиняемые были оправданы.
Вятские корреспонденты О. М. Жирнов и А. Н. Баранов уже после 1-го заседания принимали меры к освещению дела в прессе. Летом 1895 года А. Н. Баранов, знакомый с В. Г. Короленко, отправил ему материалы по Мултанскому делу с просьбой принять участие в процессе. Выступление в качестве защитника В. Г. Короленко, а также заключение А. Ф. Кони, данное в ответ на жалобу защиты, сыграло большую роль в оправдании обвиняемых.
В ответ на обращённую к Л. Н. Толстому просьбу высказаться в печати по вопросу о человеческих жертвоприношениях он ответил А. Н. Баранову следующим письмом:
Александр Николаевич! Я получил Ваши письма и материалы по Мултанскому делу. Я и прежде знал про него и читал то, что было написано. Не думаю, чтобы моё мнение по этому делу могло повлиять на судей или присяжных, в особенности потому, что оно таково, что несчастные вотяки должны быть оправданы и освобождены независимо оттого, совершили они или не совершили то дело, в котором они обвиняются. Кроме того надеюсь, что с помощью тех разумных и гуманных людей, которые возмущены этим делом и стоят за оправдание, оправдание это состоится или уже состоялось. От души желаю Вам успеха и прошу принять уверение в моём уважении и симпатии. 28 мая 1896 г.
— Л. Н. Толстой, 
Ко времени получения Барановым этого письма оправдание вотяков действительно уже состоялось.

## Личное расследование Короленко
Позже Короленко на личные деньги проведёт ещё одно частное расследование убийства Матюнина. Согласно его результатам, убийцами стали крестьяне из деревни Анык, которые хотели отнять землю у вотяков.
Зачинщиком убийства выступил один аныкский богатей. Он подговорил двоих своих односельчан на преступление с дальнейшей целью — заполучить землю в Старом Мултане. Так как раньше не было паспортов, они легко уехали и скрылись из этих мест.

## Дальнейшее расследование
В 1897 году дело мултанских вотяков было раскрыто профессором судебной медицины Ф. А. Патенко, который сообщил, что человеческое жертвоприношение было инсценировано из мести двумя крестьянами деревни Анык, но не назвал их имена, так как в то время они были ещё живы. Эти имена — Тимофей Васюкин и Яков Конешин, — были опубликованы историком и этнографом М. Г. Худяковым лишь в 1932 году. Тимофей Васюкин перед смертью сознался в преступлении священнику отцу Петру Тукмачеву на исповеди. Он имел целью «выселить мултанцев с позьмов и поделить землю аныкцам». Тимофей Васюкин подкинул волос в шалаш Моисея Дмитриева, а Яков Конешин, науськивая полицию на Моисея Дмитриева, пустил слух о том, что убийство совершено в его шалаше и «нашёл» подкинутый волос. Марфа Головизнина видела в первый день труп с головой, но чульинцы подговорили её показывать, что она видела и в первый раз труп без головы. Голову Матюнина нашли в Чульинском лесу летом 1896 года, вскоре после окончания Мултанского дела. «Лето было жаркое, болото высохло, и крестьяне д. Чульи Иван и Степан Антоновы во время дранья моха нашли голову Матюнина». Она была найдена всего в нескольких шагах от того места, до которого доходили во время её поисков. Отрубленная голова Матюнина была брошена в болото, и версия о виновности вотяков таким образом окончательно отпала. Заявления о находке головы становой пристав не принял, голову похоронили, а мултанцы не стали возбуждать нового дела.

## Альтернативные версии
Выдающийся удмуртский просветитель о. Николай Блинов в книге «Языческий культ вотяков», которая увидела свет вскоре после завершения дела (1898), выдвинул предположение, что убийство Матюнина связано не с семейно-родовыми культами удмуртов, а могло иметь отношение к обряду очищения воды, в плохом качестве которой местное население увидело причину свирепствовавшей в то время холеры (или «коллеры» — крайней степени развития тифа). По его мнению, в Мултанской округе были распространены поверья, по которым помещение в источник человеческой головы обеззараживало воду. Уже после суда и оправдательного приговора, согласно Блинову, отрезанная голова действительно якобы была обнаружена в роднике неподалёку от места обнаружения трупа (по сути же, в высохшем болоте). В переписке Блинова и Короленко имеется ещё одно известие об отрезанной голове, обнаруженной в той же местности в начале XX века. Для Блинова было важно привлечь внимание общественности к бедственному положению народа, пусть даже таким путём. Имеется единственная запись, утверждавшая якобы существование человеческих жертвоприношений у удмуртов по крайней мере до 1870-х годов, записанная со слов нищего бродяги, сведения которой однако «были новостью не только для хозяйскаго сына, они отсутствовали и в этнографической науке», притом нищий был уже осведомлён о «мултанском деле».. Сделана запись Г. Е. Верещагиным, который в самом процессе выступил на стороне защиты. Сейчас выдвинуто предположение, что Верещагин сообщение о таких жертвоприношениях воспроизвёл, будучи под давлением церковного начальства (сам будучи священником). Сторонником возможности принесения удмуртами человеческих жертвоприношений был также профессор Казанского университета И. Н. Смирнов. С другой стороны, противниками версии о возможности человеческого жертвоприношения удмуртами были не только светские исследователи или представители либеральной общественности, но и священнослужители, такие как о. М. Елабужский или некий священник N. Руководство Вятской епархии и его «структурного подразделения» — Сарапульского духовного правления — заняли выжидательную позицию и приняли решение суда.
В советской историографии подоплёкой «Мултанского дела» считалась спровоцированная правительством акция по разжиганию межнациональной розни, которая явилась ответом на крестьянские волнения в Вятской земле. Однако обвинения удмуртов в человеческих жертвоприношениях возникли не на пустом месте. У русских соседей удмуртов бытовали малодостоверные (поскольку всегда велись от третьего лица) былички о существовании у последних человеческих жертвоприношений, собственно, их и фиксировали этнографы. Большего доверия заслуживают рассказы от первого лица, например, рассказы путешественников; некоторые из них свидетельствуют о реликтах человеческих жертвоприношений у удмуртов, а именно убийства стариков. Следы этих жертвоприношений (совсем не похожих на те, о которых рассказывают былички) сохранились также в некоторых обрядах и играх у удмуртов, коми и мордвы. В настоящий момент не выявлено документальных подтверждений фольклорных сюжетов и бытовавших слухов о человеческих жертвоприношениях, которые были во второй половине XIX — начале XX века зафиксированы отдельными этнографами. Зарождение данных слухов отмечается с середины XIX века. Так, в 1850-е годы в районе нижнего течения р. Вятка (Малмыжский уезд Вятской губернии) имело место несколько прецедентов полицейского преследования представителей удмуртского (с. Большая Уча, д. Новая Бия, д. Пазял-Жикья Волипельгинской волости) и марийского (д. Мамакова Усадской волости) этносов на основе обвинений их в убийствах (или попытках к ним) в ходе отправления традиционных религиозных культов. В ходе расследований выяснялась абсолютная невиновность обвиняемых в подобных жертвоприношениях, а один из «обвинителей» — удмурт д. Новой Бии Ф. Ф. Несмелов — был обоснованно признан «помешанным в рассудке».

## Отражение в массовой культуре
- События мултанского дела стали исторической основой художественного романа Михаила Петрова «Старый Мултан».
- Отсылка на мултанское дело содержится в романе Бориса Акунина «Пелагия и белый бульдог».
- Дело упоминается во второй части трилогии А. Я. Бруштейн «Дорога уходит в даль…» — в книге «В рассветный час».
- Упоминается в рассказах В. Янчевецкого «Записки пешехода».